# Vesle Tavleøya
Vesle Tavleøya est une île de Norvège située dans l'Océan Arctique, tout au nord du Svalbard.
L'île se situe à 5 km au nord-ouest de l'île Phippsøya.
Les Sjuøyane ainsi que ses eaux environnantes sont incluses dans la réserve naturelle de Nordaust-Svalbard.